# Morsbach (Németország)
Morsbach település Németországban, azon belül Észak-Rajna-Vesztfália tartományban. Lakosainak száma 10 262 fő (2023. december 31.).

## Népesség
A település népességének változása:
| Lakosok száma | 9573 | 10 276 | 10 210 | 10 093 | 10 293 | 10 262 |
|               | 1975 | 2017   | 2019   | 2021   | 2022   | 2023   |